# Charles Mauric
Charles Mauric né le 10 juin 1909 à Grenoble (Isère), mort le 26 juillet 1990 à Marseille (Bouches-du-Rhône), est un médecin militaire, officier du corps de santé des troupes coloniales françaises, compagnon de la Libération (décret du 24 mars 1945) au titre de son action dans la France libre.

## Jeunesse et formation
Charles Mauric perd son père, agrégé d’histoire à l’âge d’un an, sa mère travaille à l’Assistance publique des Alpes-Maritimes. Il entre successivement à partir de 1929, à l’ École annexe du service de santé de la marine de Toulon, l'École principale du service de santé de la Marine de Bordeaux et enfin l’École d'application du service de santé des troupes coloniales à Marseille. En 1936, il part pour le Cameroun comme médecin lieutenant , médecin-chef de la région de Kribi et ensuite de celle de Batouri. Il rentre en France en 1938 et exerce à l’hôpital militaire de Sarrebourg (Moselle).

## Seconde guerre mondiale
En août 1939 Charles Mauric est affecté au Tchad, dans la région du Tibesti comme médecin-chef du Groupe III du Régiment de tirailleurs sénégalais du Tchad (RTST). Ayant entendu l'appel du 18 juin à Faya-Largeau et refusant l'armistice, Charles Mauric se rallie à la France Libre en même temps que le Tchad, le 26 août 1940.
Il participe avec la colonne Leclerc à la bataille de Koufra dans le désert de Libye en février et mars 1941 après un trajet épique de plusieurs centaines de kilomètres seul avec l'aumonier Bronner et dont il laisse un long témoignage. Il prend part ensuite à la première campagne du Fezzan comme médecin du groupement Dio).
À Brazzaville d'avril à décembre 1942 il se perfectionne en chirurgie puis est affecté de nouveau à Faya-Largeau. Il participe à la seconde campagne du Fezzan et de Tripolitaine comme médecin-chef du Groupe sanitaire de colonne n°2 puis à la campagne de Tunisie jusqu'en mai 1943. Il devient ensuite chirurgien du Bataillon médical n°13 de la 2e division blindée à Sabratha en Tripolitaine, puis à Rabat au Maroc .
Il débarque en Normandie le 1er août 1944 et participe à la bataille de Normandie, à la libération de Paris, à la bataille des Vosges et à la libération de Strasbourg.
En avril 1945, il est affecté sur le Front de l'Atlantique pendant les opérations de réduction de la Poche de Royan et de la pointe de Grave avant d'être envoyé pour la fin de la campagne d'Allemagne jusqu’à Berchtesgaden .

## Après-guerre
Après-guerre il exerce, de 1946 à 1949, à l'hôpital de Tananarive, à Madagascar. De juin 1950 à juin 1953, il exerce à l'hôpital de Fort-Lamy au Tchad. Médecin lieutenant-colonel il prend sa retraite en décembre 1953 et se retire à Marseille où il exerce comme médecin jusqu'en 1965.
Charles Mauric meurt le 26 juillet 1990 à Marseille. Il est incinéré.

## Décorations
- Officier de la Légion d'honneur
- Compagnon de la Libération par décret du 24 mars 1945
- Croix de guerre 1939–1945 (2 citations)
- Médaille de la Résistance française par décret du 24 avril 1946[4]
- Médaille coloniale avec agrafes "Koufra", "Fezzan 1 et 2", "Tripolitaine", "Tunisie", "AEF", "Madagascar"
- Médaille commémorative française de la guerre 1939–1945
- Médaille commémorative des services volontaires dans la France libre
- Presidential Unit Citation (USA)
- Officier de l'Ordre de l'Étoile noire